# Szuwar kropidła wodnego i rzepichy ziemnowodnej
Szuwar kropidła wodnego i rzepichy ziemnowodnej, zespół kropidła wodnego i rzepichy ziemnowodnej (Oenantho-Rorippetum) – syntakson w randze zespołu budowany przez słodkowodne makrofity: kropidło wodne i rzepichę ziemnowodną. Należy do klasy zespołów szuwarowych Phragmitetea. W większości zbiorowisk występują obydwa gatunki nominalne, czasem występują płaty samej rzepichy, rzadziej samego kropidła (zwłaszcza w zacienionych, śródleśnych zbiornikach).

## Charakterystyka
Wysoki (do 1 m) szuwar zajmujący stosunkowo płytkie (kilkadziesiąt cm głębokości) wody stojące i wolno płynące różnych typów zbiorników i cieków. Zajmuje różne zbiorniki (zbiorniki astatyczne, starorzecza, zbiorniki zaporowe, torfianki). Występuje na podłożach organicznych. Odczyn wody zbliżony do obojętnego (pH 6-8,5).
W małych zbiornikach może być jedynym zbiorowiskiem szuwarowym, w większych sąsiaduje z innymi zbiorowiskami roślin szuwarowo-wodnych. Bywa efemeryczne i może pojawiać się i zanikać z roku na rok. W sukcesji ekologicznej wypierane przez szuwary ze związku Phragmition lub Magnocaricion.
Zespół może odgrywać istotną rolę w lądowaceniu tylko małych zbiorników wodnych.
Występowanie
W Polsce pospolite na terenie całego kraju.
Charakterystyczna kombinacja gatunków
ChAss. : kropidło wodne (Oenanthe aquatica), rzepicha ziemnowodna (Rorippa amphibia).
ChCl. : żabieniec babka wodna (Alisma plantago-aquatica), ponikło błotne (Eleocharis palustris), skrzyp bagienny (Equisetum fluviatile), manna mielec (Glyceria maxima), trzcina pospolita (Phragmites australis), szczaw lancetowaty (Rumex hydrolapathum), oczeret Tabernemontana (Schoenoplectus tabernaemontani), marek szerokolistny (Sium latifolium), pałka szerokolistna (Typha latifolia).
Comp. : rzęsa drobna (Lemna minor), rdest ziemnowodny (Polygonum amphibium ), niezapominajka błotna (Myosotis palustris), mietlica rozłogowa (Agrostis stolonifera).